# 唐津信用金庫
唐津信用金庫（からつしんようきんこ）は、佐賀県唐津市に本店を置く信用金庫。

## 沿革
- 1929年
  - 9月 - 産業組合法に基づく「有限責任唐津町信用販売購買組合」発起人会開催
  - 12月 - 同上設立、事務所を唐津市呉服町に置く（初代組合長 小関世男雄）
- 1932年
  - 2月 - 事務所を朝日町（現朝日町支店所在地）に移転
  - 7月 - 販売購買部門を廃し「有限責任唐津市信用組合」に変更
- 1933年3月 - 名称を「有限責任信用組合唐津市庶民金庫」に変更
- 1943年8月 - 市街地信用組合法に基づく「唐津信用組合」に組織変更、同時に、事業地区を唐津市一円とする
- 1950年4月 - 中小企業等協同組合法による信用協同組合に組織変更、名称は従前どおり、同時に事業地区を唐津市及び東松浦郡とする
- 1951年10月 - 信用金庫法に基づき、現在の「唐津信用金庫」となる
- 2021年11月8日 - この日から磁気の影響を受けにくい新しい通帳（Hi-Co通帳）を取扱開始した(Hi-Co通帳に対応していない信用金庫ATMではHi-Co通帳は使えない)[1]

## 営業地区
- 佐賀県 - 全域
- 福岡県 - 糸島市
  - 支店は、唐津市にのみ存在する。

## 不祥事
2008年9月24日まで朝日町支店支店長代理を務めた人物が、顧客から延べ5,405万円（実損額1,229万円）を着服し、私的流用をしていた。着服された金は、全額弁済され9月24日に懲戒解雇されている。